# Ubis verticalis
Ubis verticalis är en insektsart som först beskrevs av Fowler 1904.  Ubis verticalis ingår i släktet Ubis och familjen Tropiduchidae. Inga underarter finns listade i Catalogue of Life.